# Leandro Gelpi
Leandro Gelpi Rosales (ur. 27 lutego 1991 w Montevideo) – urugwajski piłkarz występujący na pozycji bramkarza, obecnie zawodnik CA Peñarol.

## Kariera klubowa
Gelpi pochodzi ze stołecznego miasta Montevideo i jest wychowankiem tamtejszego zespołu CA Peñarol. Do treningów seniorskiej drużyny był dołączany już jako osiemnastolatek i pełnił funkcję rezerwowego bramkarza. W 2011 roku dotarł ze swoją drużyną do finału Copa Libertadores, jednak nie rozegrał w tym turnieju ani jednego spotkania. W urugwajskiej Primera División zadebiutował dopiero za kadencji szkoleniowca Jorge da Silvy, 5 kwietnia 2012 w zremisowanym 0:0 meczu z Defensorem Sporting. W sezonie 2011/2012 wywalczył z Peñarolem wicemistrzostwo Urugwaju.

## Kariera reprezentacyjna
W 2011 roku Gelpi został powołany do reprezentacji Urugwaju U-20 na Młodzieżowe Mistrzostwa Świata w Kolumbii. Pozostawał tam rezerwowym bramkarzem kadry i nie wystąpił w żadnym spotkaniu, przegrywając rywalizację o miejsce w składzie z Salvadorem Ichazo, natomiast jego drużyna odpadła już w fazie grupowej. W 2012 roku znalazł się w ogłoszonym przez selekcjonera Óscara Tabáreza składzie reprezentacji Urugwaju U-23 na Igrzyska Olimpijskie w Londynie, gdzie Urugwajczycy nie wyszli z grupy, zaś on sam był rezerwowym dla Martína Campañii i nie rozegrał żadnego meczu.